# ユニ・チャーム国光ノンウーヴン
ユニ・チャーム国光ノンウーヴン株式会社（ユニチャームこっこうノンウーヴン）は、愛媛県四国中央市金生町に本社を置く製紙会社。ユニ・チャームの連結子会社である。
紙おむつや生理用品など衛材用を中心とした不織布及び紙の製造・開発、ならびにその素材技術を生かしたウェットティッシュの加工などを行っている。

## 事業所
- 本社 - 愛媛県四国中央市金生町下分130番地
- 本社事務所 - 香川県観音寺市豊浜町和田浜1531-15

製造グループ
- 豊浜ノンウーヴン製造チーム - 香川県観音寺市豊浜町和田浜1531-15
- 豊浜ウェットティッシュ製造チーム - 香川県観音寺市豊浜町和田浜1531-16
- 川之江製造チーム - 愛媛県四国中央市川之江町4087-24
- 国光製造チーム - 愛媛県四国中央市川之江町834

## 沿革
- 1964年 - 「国光製紙株式会社」設立。
- 1999年 - ユニ・チャームの不織布生産部を分社化し、「ユニ・チャームマテリアル株式会社」設立。
- 2009年 - ユニ・チャームマテリアルと国光製紙が合併し、「ユニ・チャーム国光ノンウーヴン株式会社」となる。
- 2012年 - 株式会社アクエイトと合併。グループ会社のUnicharm Nonwoven (Tianjin) Co.,Ltd 生産開始。
- 2014年 - 子会社PT. Unicharm Nonwoven Indonesia 生産開始。
- 2016年 - ウェットティッシュ製造工場をユニ・チャームプロダクツから移管。